# Kemak

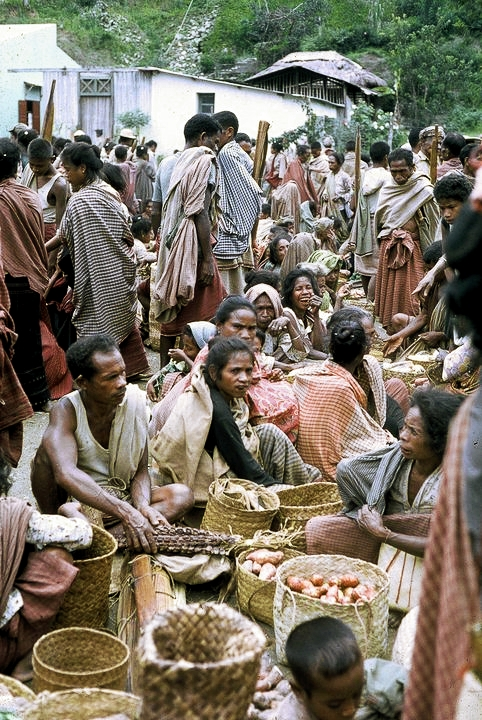
Kemak auf dem Markt in Atsabe 1968/70

Die Kemak (Ema, port.:Quémaque) sind eine Ethnie mit über 69.000 Mitgliedern im Norden von Zentraltimor.

## Siedlungsgebiet
Zum größten Teil leben die Kemak in den osttimoresischen Verwaltungsämtern Atabae, Cailaco, Maliana (Gemeinde Bobonaro, 39.000 Kemak) und Atsabe (Gemeinde Ermera, 18.500 Kemak), teils aber auch in der Gemeinde Cova Lima (2.100) und im indonesischen Regierungsbezirk (Kabupaten) Belu. Nach der Volkszählung von 2015 sprechen 68.995 Osttimoresen Kemak als Muttersprache. 1970 waren es 45.084.

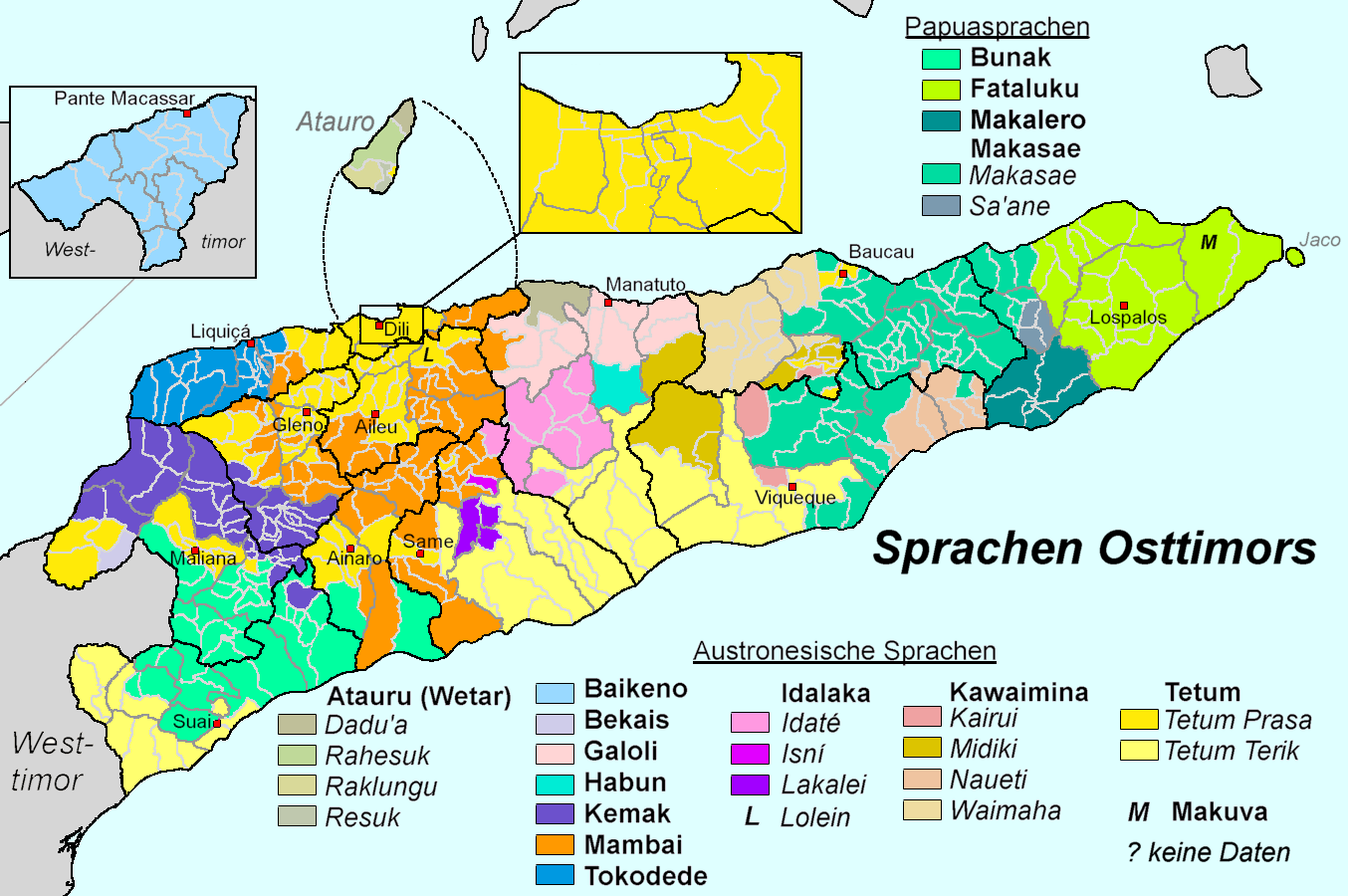
Die größten Sprachgruppen in den Sucos Osttimors.
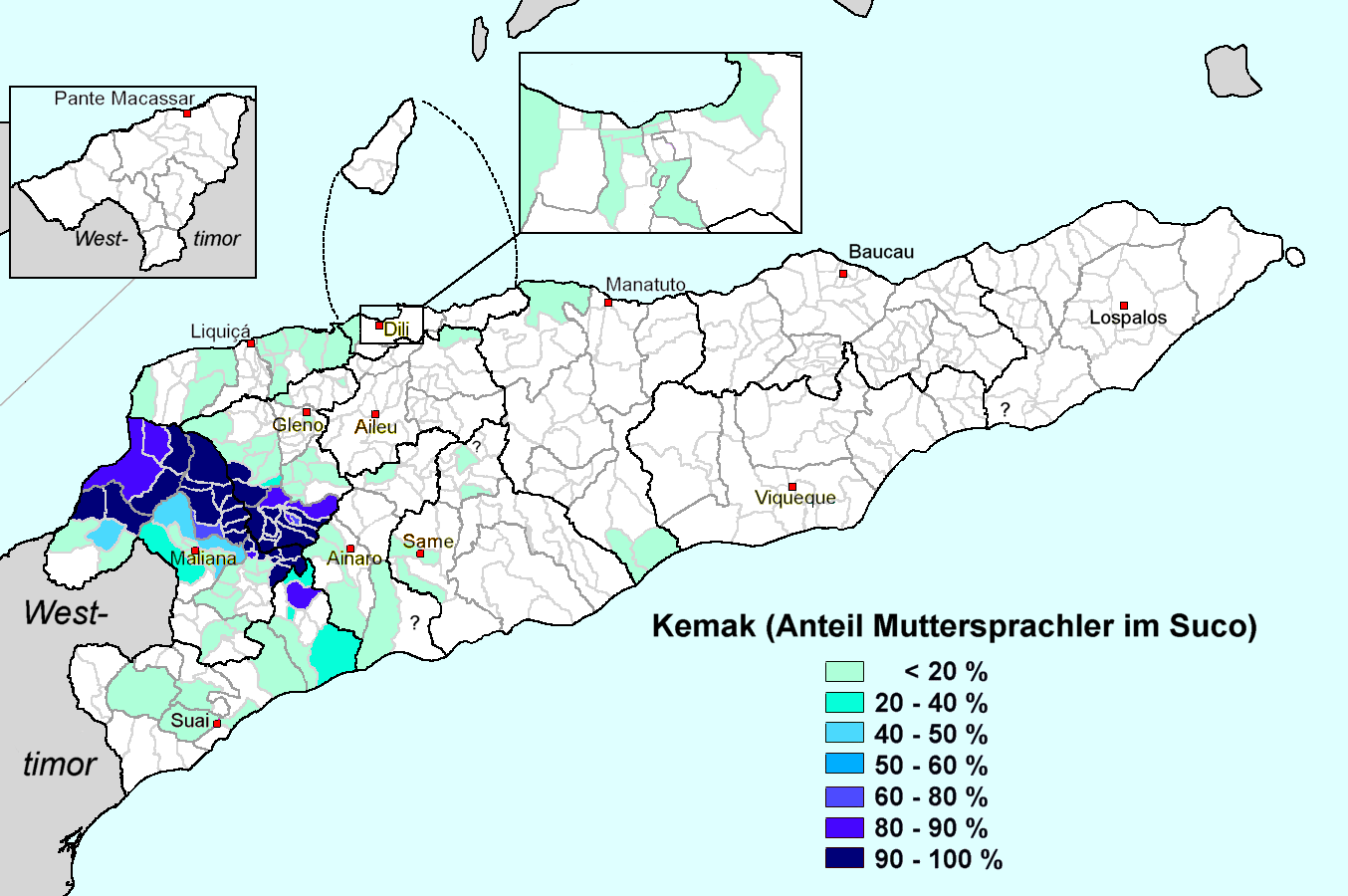
Anteil von Kemak-Muttersprachlern in den Sucos Osttimors

## Geschichte

### Atsabe-Kemak

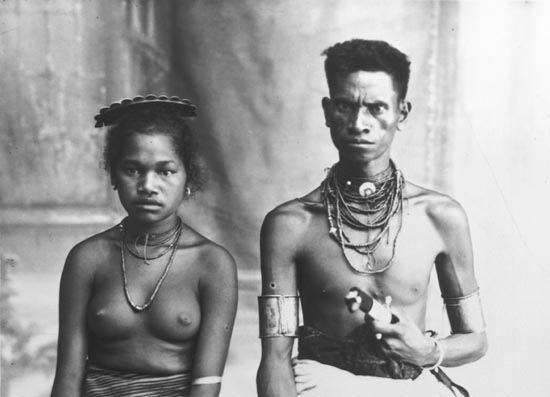
Ein Kemak-Paar aus Atsabe aus dem Álbum Fontoura (um 1940)

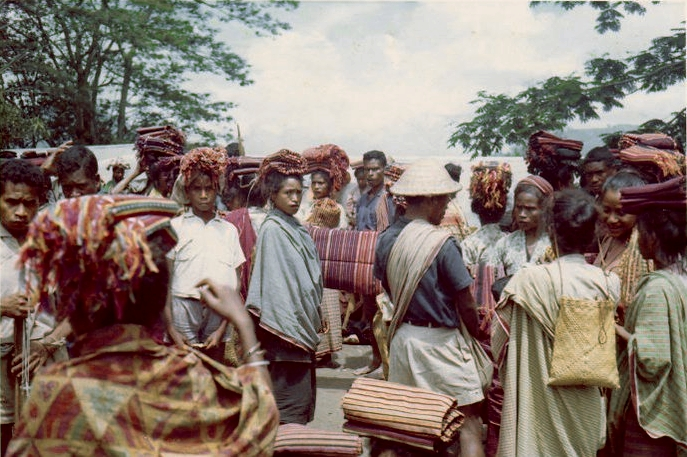
Markttag in Atsabe (1968/70)

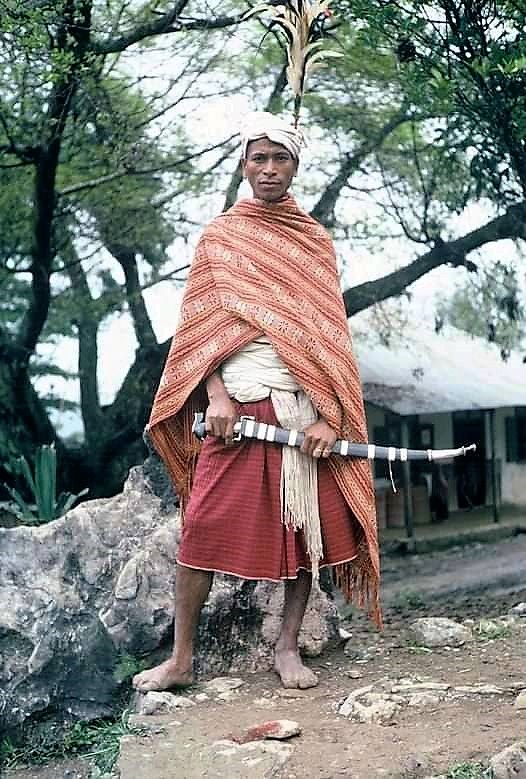
Mann in Atsabe (1966)

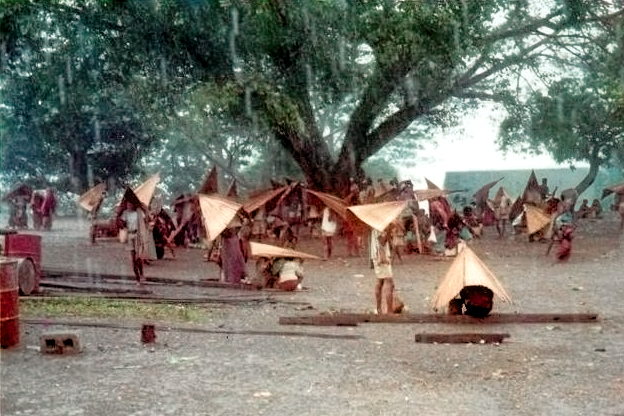
Regenschirme in Atsabe (1968/70)

Atsabe war bereits vor der Kolonialzeit unter dem Koronel bote der Atsabe-Kemak eines der Zentren Timors, das bis in die Kolonialzeit hinein die gesamten von Kemak bewohnten Gebiete in Osttimor dominierte. Die Kemakgebiete im Norden des heutigen Bobonaro, im nördlichen Ainaro und im Gebiet von Suai waren Atsabe tributpflichtig. Das kleine Kemak-Reich von Marobo hatte eine periphere Lage, weswegen die Kemak sich dort über Generationen mit den benachbarten Bunak vermischten. Atsabe war Teil des komplexen Bündnissystems durch Rituale, Heirat und Handel, welches das Tetum-Reich von Wehale mit seiner Hauptstadt Laran geknüpft hatte. Laran war gleichzeitig das spirituelle Zentrum der gesamten Insel. Neben Tetum und Kemak waren auch Bunak und die Mambai von Aileu Teil dieses Bündnissystems. Zusammen mit dem Osten der Insel nannten die Portugiesen dieses Gebiet Belu (auch Belos oder Behale).
Laut der mündlichen Überlieferungen kamen die Atsabe-Kemak erst relativ spät unter portugiesische Kolonialherrschaft. Ein Grund könnte die weit reichende Zerstreuung der Einwohner und die Unwegsamkeit der bergigen Landschaft gewesen sein. Erst im 19. Jahrhundert sollen portugiesisch-angolanische Truppen erstmals in das Gebiet eingedrungen sein. Der damalige Koronel bote Dom Tomas widersetzte sich den Invasoren. Dom Tomas wurde jedoch besiegt und musste nach Atambua im Westen Timors fliehen. Portugiesische Quellen erwähnen tatsächlich erst Mitte des 19. Jahrhunderts die Region von Atsabe und einen dortigen Liurai. Die Atsabe-Herrscher standen im Ruf besonders dazu zu neigen gegen die Kolonialherren und ihre Anwesenheit aufzubegehren. Zwei von Dom Tomas Enkeln, Nai Resi und Nai Sama kämpften später um die Macht. Während Nai Resi sich gegen die portugiesischen Kolonialherren wandte, unterstützte Nai Sama die Portugiesen. Nai Sama wurde schließlich von seinen eigenen Männern hingerichtet, während Nai Resi von den Portugiesen in Hatulia gefangen genommen und ebenfalls hingerichtet wurde.
Die Portugiesen wurden zunächst als ein weiteres Volk mit einem eigenen Koronel bote angesehen. Nachdem der Widerstand gegen sie gescheitert war, akzeptierten die Kemak die Führer der Portugiesen in ihrer Hierarchie als höhergestellt mit einer größeren Armee und heiligen Männern, den katholischen Priestern, mit einem größeren Luli. Die Flagge der Portugiesen und selbst der Fahnenmast wurden als heilige Objekte angesehen. Die als Verwalter Portugals bestätigten Koronel bote wurden durch Übergabe der Flagge erneut legitimiert.
Die Akzeptanz der Kemak für den eingeführten Katholizismus hing eng mit ihrem Verständnis von der personifizierten Heiligkeit zusammen. Man sah die importierte Heiligkeit als stärkere Erweiterung der lokalen, traditionell existierenden Luli. Den katholischen Priestern wurde Land zum Bau von Kapellen überlassen und die Missionierung gestattet. Weniger aufgrund von Freundlichkeit oder aufgrund erfolgreicher Konvertierung, als aus dem Kalkül heraus, so die eigenen spirituellen Kräfte steigern zu können.
Nai Resis Sohn Dom Siprianu wurde 1912 Koronel bote von Atsabe. Während der japanischen Besetzung Timors leisteten er und die Bevölkerung von Atsabe passiven Widerstand. Siprianu wurde daher zusammen mit sechs Verwandten von den Japanern als Geisel genommen und später hingerichtet.
Da das portugiesische Bildungssystem der herrschenden Schicht vorbehalten war, konnte sie sich auch die führenden Posten in der kolonialen Administration sichern. Gleiches galt später während der indonesischen Besatzungszeit, wobei die Grenzen von Kollaboration und scheinbare Mitarbeit zum Schutze der eigenen Bevölkerung fließend waren. Auch der osttimoresische Widerstand fand hier teilweise Unterstützung.
Der Sohn von Siprianu und letzte Koronel bote von Atsabe, Dom Guilherme Maria Gonçalves, war 1974 ein Mitbegründer der pro-indonesischen Partei APODETI, die den Anschluss Osttimors an Indonesien forderte. Während der indonesischen Besatzung war Dom Guilherme zwischen 1978 und 1982 der indonesische Gouverneur von Timor Timur. Später distanzierte er sich von Indonesien und ging ins portugiesische Exil. Nachdem sich die Bevölkerung Osttimors in einem Referendum 1999 für die Unabhängigkeit von Indonesien ausgesprochen hatte, griffen pro-indonesische Milizen Familienmitglieder und Verbündete des Koronel bote an. Als Gründe werden einmal die Unterstützung der Unabhängigkeitsbewegung durch den Koronel bote vermutet, andererseits aber auch Neid auf wirtschaftlichen Wohlstand der Familie.

### Weitere Kemakgruppen

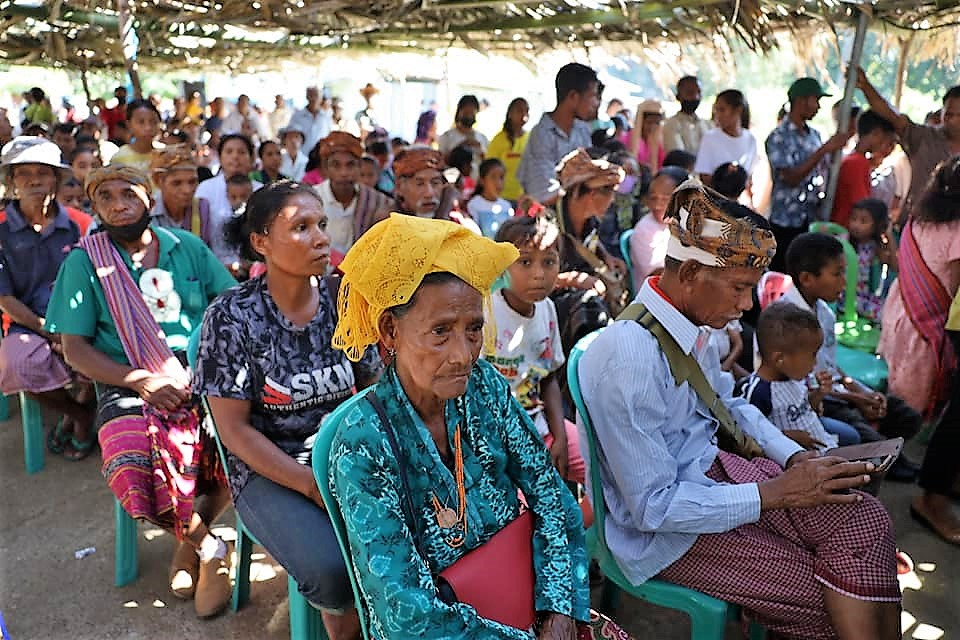
Bewohner von Purugua (2022)

Im Frühjahr 1867 erhoben sich die unter der Oberhoheit von Maubara stehenden Kemak aus Leimea (heute Gemeinde Ermera) gegen die portugiesischen Kolonialherren. Gouverneur Francisco Teixeira da Silva schlug den Widerstand in einem ungleichen Kampf nieder. In der 48 Stunden dauernden entscheidenden Schlacht mussten sich die Rebellen gegen eine an Feuerkraft überlegene Übermacht wehren. 15 Dörfer wurden eingenommen und niedergebrannt. Die Anzahl der Opfer unter den Timoresen ist nicht bekannt, die Portugiesen bezifferten ihre eigenen Verluste mit zwei Toten und acht Verwundeten. Das Territorium Leimeas wurde auf die benachbarten Reiche aufgeteilt.
1868 entsandten die Portugiesen eine Streitmacht nach Sanirin (Sanir, Saniry) in der Militärkommandantur Batugade, dessen Liurai sich weigerte, Steuern zu bezahlen. Die Kemak von Sanirin waren offiziell Balibo tributpflichtig.
Zwischen 1894 und 1897 rebellierten mehrere Reiche im Westen der portugiesischen Kolonie. In der Strafaktion der Portugiesen wurden mehrere Kemak-Reiche, wie Sanirin, Cotubaba und Deribate praktisch ausgelöscht. Tausende Bewohner flohen in das niederländische Westtimor und ließen sich dort in Belu ieder. Weitere folgten in den Jahren zwischen 1900 und 1912. Untersuchungen gehen von mindestens 12.000 Flüchtlingen aus.

## Religion und Sozialstruktur

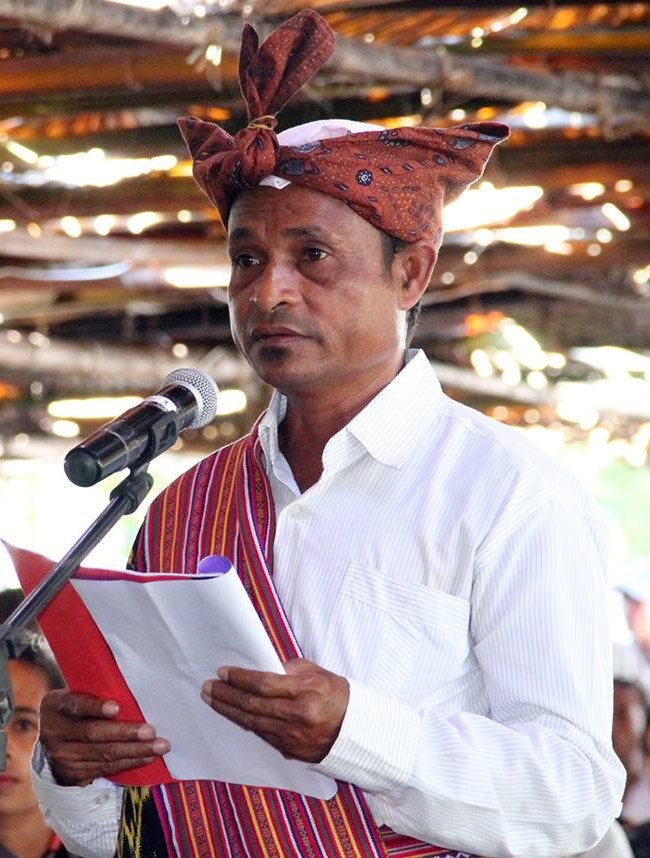
Mann aus Sanirin

Wie die anderen Volksgruppen Osttimors sind die Kemak heute weitgehend Anhänger des katholischen Glaubens. So sind im Verwaltungsamt Atsabe fast alle Einwohner Katholiken. Er verbreitete sich besonders während der indonesischen Besatzungszeit (1975–1999) als Abgrenzung zu den mehrheitlich muslimischen Invasoren. Die Kirche bot Schutz, kritisierte das brutale Vorgehen der Besatzer und stellte ein Mittel zum friedlichen Protest dar. Besonders ausgeprägt ist die Marienverehrung, die sich gerade in kleinen Orten durch eine Vielzahl von Marienstatuen in Kirchen und Grotten zeigt.
Trotzdem lassen sich auch heute noch in den christlichen Riten Spuren der animistischen, traditionellen Religion finden. Bestandteile der alten Religion sind Ahnenkult, Reliquienverehrung und das Konzept der heiligen (kemak: luli, tetum: lulik) Orte. Einer davon ist der Berg Dar Lau, der als mythischer Ursprungsort der Atsabe-Kemak gilt. Nach der Sage wurden an dieser Stelle Erde und Himmel miteinander verbunden. Christliche Priester werden, ebenso wie zuvor die animistischen, als heilige Männer mit spirituellen Kräften (Luli) verehrt. Diese Kräfte werden durch den Segen weitergegeben. Dabei werden diese Kräfte nicht nur vom Amt abgeleitet. Vielmehr übernehmen Männer, denen spirituelle Kräfte nachgesagt werden das Priesteramt.
Es gibt leichte Variationen bei den Zeremonien zwischen den verschiedenen Gruppen der Kemak, wie zum Beispiel den Atsabe Kemak und den Marobo Kemak.
Die Gesellschaft ist geprägt durch eine hierarchische Aufteilung nach den Familien, den Häusern. Das Haus des Koronel bote (Tetum: Liurai), des traditionellen Königes, bezog seine Autorität aus seiner Herkunft von den Gründungsvätern und ihrer Luli. Letzteres konnte sowohl in einer Person selbst liegen, als auch in heiligen Objekten. Gleiches trifft auf die traditionellen Priester (Gase ubu) zu, die aufgrund Herkunft und rituellem Wissen ihre Position beanspruchten. Sie waren die Hüter der heiligen Geschichte und Überlieferungen. Nur der König übertraf sie an Heiligkeit. Er bewahrte den größten Anteil an heiligen Objekten, die von den Gründervätern abstammten. Die Autorität der Priester war aber auf das Rituelle beschränkt. Es war jedoch möglich, dass eine Person sowohl weltlicher Macht hatte, zum Beispiel als Dorfvorsteher, und gleichzeitig Priester war. Der König von Atsabe hatte beide Autoritäten inne. Zudem sicherte sich das Haus des Königs seine Machtposition durch eine strategische Heiratspolitik, dem Austausch von Frauen und materiellen Gütern und die Aufstellung einer Armee zum Kampf in regionalen Fehden und für die Kopfjagd.
Die heiligen Häuser werden zusammen von allen Männern, die einer Stammlinie angehören gebaut. Dafür treffen sie sich an einem Wochenende, einmal pro Monat, elf Monate lang. Am Ende der monatlichen Arbeit wird immer ein kleines, rituelles Fest gefeiert. Die heiligen Häuser bestehen aus sieben Ebenen, zu denen jeweils vier Stufen führen. Der Zugang ist je nach verwandtschaftlichen Grad zur Linie beschränkt. Einfache Gäste dürfen nur in die unterste Ebene des Hauses, Freunde immerhin in die zweite Ebene, angeheiratete Verwandte in die dritte, Verwandte aus Nachbardörfern in die vierte und zum Teil in die fünfte, in das Dorf Eingeheiratete in die sechste und nur der Lulik Nain (deutsch Herr des Heiligen) in die siebte Ebene. Er ist der Bewahrer des Hauses und der heiligen Gegenstände, die hier verwahrt werden. Bei der Einweihung des Hauses wird ein Büffel geopfert und ein großes Fest gefeiert.

### Die Bestattungszeremonien der Kemak

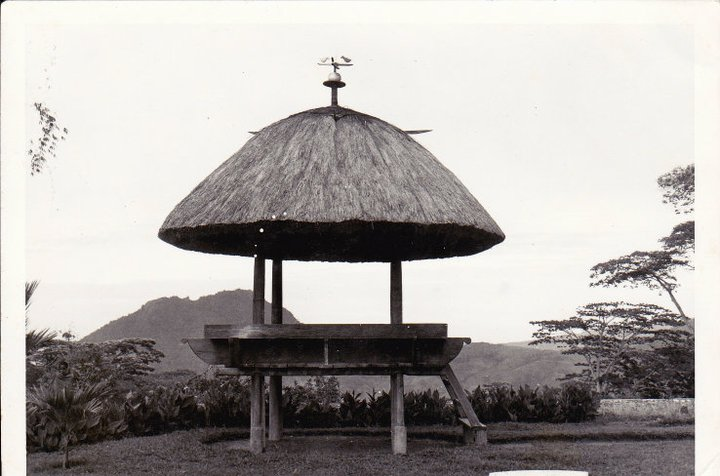
Ein Laco in Atsabe (1968/70), der traditionelle Versammlungsplatz der Familie und Teil des heiligen Hauses

Die Bestattungszeremonien der Kemak (Tau tana mate) wird in drei Phasen unterteilt: Huku bou, Leko-cicir lia und Koli nughu. Die Bestattungszeremonien werden als Schwarze Rituale (Metama no) bezeichnet. Es ist eine der Gelegenheiten, bei denen die Lebenden mit ihren Ahnen in Kontakt treten, was auch zur Erneuerung und Restrukturierung der sozialen Verbindungen sowohl zwischen Lebenden und Toten, als auch zwischen den Bündnispartnern, die durch Heirat miteinander verbunden sind. Das Haus der „Braut-Geber“ (ai mea) und jenes der „Braut-Aufnehmenden“ spielen bei den Bestattungszeremonien zentrale Rollen, genauso wie bei anderen Großereignissen. Bevor nicht alle Angehörigen eingetroffen sind, kann daher mit dem Ritual auch nicht begonnen werden. Das Blut der Opfertiere, die die Ai mea gestiftet haben, wird zum Bestreichen von rituellen Objekten und des Grabes verwendet. Zu Zeiten der Polygamie war auch die Anwesenheit der Zweitfrauen und derer Häuser (Bei-bei) absolute Pflicht. Dazu kommen noch die gesamten Seitenlinien, wie jene Häuser der älteren und jüngeren (ka'ara-aliri), der durch Heirat verbundenen und der befreundeten und alliierten.
Bei den Atsabe Kemak besteht die erste Phase der Bestattung, das Huku bou, aus der Opferung von mindestens fünf Wasserbüffeln und mehrerer Ziegen und Schweine. Der Tote wird dann in einem christlichen Grab beerdigt. Die zweite Phase, das Leko-cicir lia, ist das kostenintensivste Ritual der Kemak-Kultur. Dieses wird gewöhnlich für mehrere Verstorbene gemeinsam durchgeführt. Nur hochgestellte Tote, wie etwa ein Koronel bote, erhalten ein eigenständiges Ritual. Das Ritual wird für gewöhnlich vor Beginn der Pflanzzeit (August bis September) durchgeführt, da es mit der Bitte an die Ahnen um eine reiche Ernte verbunden wird. Nach dem traditionellen Glauben verbleibt die Seele des Verstorbenen ohne den zweiten Ritus in der Nähe seines Hauses und Dorfes (Asi naba coa pu). Je später das Leko-cicir lia stattfindet, desto mehr soll sich die einsame Seele nach Gesellschaft sehnen und daher nach den Seelen der Lebenden zu sich rufen. Eine Anhäufung von Todesfällen innerhalb eines Hauses wird als Zeichen für einen solchen Fall angesehen. Trotzdem wird das Ritual für gewöhnlich erst Jahre nach der ersten Phase durchgeführt, da das Haus des Toten erst die ökonomischen Bedingungen für das teure Ritual wiederherstellen muss. Es ist besonders aufwendig durch das Konzept der Zweiten Bestattung. Die Knochen der Verstorbenen werden ausgegraben, gereinigt und erneut beerdigt, während die Seele des Toten durch rituelle Gesänge (Nele) des Priesters zum Dorf der Ahnen auf dem Tatamailau, Osttimors höchstem Berg, geführt wird. Die Gesänge können bis zu 14 Stunden dauern. Während des Rituals werden wieder vor allem Wasserbüffel als Tieropfer dargebracht. Die abgeschnittenen Geschlechtsorgane aller Opfertiere werden am Schluss der Zeremonie tief in den heiligen Hain (Ai lara hui) gebracht und dort vor Bia Mata Ai Pun (der Ursprung des Frühlings und der Bäume) abgelegt. Die Ahnen werden durch ein Lied beschworen, durch die Tieropfer die Seelen der Toten zu den Ahnen zu überführen. Am Ende werden die Knochen des Toten wieder beigesetzt. Den Abschluss bildet heutzutage eine christliche Messe, die einzige Referenz an den neuen Glauben.

## Belege
- Andrea K. Molnar: Died in the service of Portugal: Legitimacy of authority and dynamics of group identity among the Atsabe Kemak in East Timor, Journal of Southeast Asian Studies, Singapore. 2005.